# Municipio de Gove
El municipio de Gove (en inglés: Gove Township) es un municipio ubicado en el condado de Gove en el estado estadounidense de Kansas. En el año 2010 tenía una población de 173 habitantes y una densidad poblacional de 0,57 personas por km².

## Geografía
El municipio de Gove se encuentra ubicado en las coordenadas 38°56′17″N 100°31′45″O / 38.93806, -100.52917. Según la Oficina del Censo de los Estados Unidos, el municipio tiene una superficie total de 301.22 km², de la cual 301,22 km² corresponden a tierra firme y (0 %) 0 km² es agua.

## Demografía
Según el censo de 2010, había 173 personas residiendo en el municipio de Gove. La densidad de población era de 0,57 hab./km². De los 173 habitantes, el municipio de Gove estaba compuesto por el 95,95 % blancos, el 1,73 % eran de otras razas y el 2,31 % eran de una mezcla de razas. Del total de la población el 2,89 % eran hispanos o latinos de cualquier raza.